# Pierre Wirth (écrivain)
Pour les articles homonymes, voir Pierre Wirth.
 (septembre 2014).
Si vous disposez d'ouvrages ou d'articles de référence ou si vous connaissez des sites web de qualité traitant du thème abordé ici, merci de compléter l'article en donnant les références utiles à sa vérifiabilité et en les liant à la section « Notes et références ».
Pierre Wirth (Sierentz, 23 août 1921 - Aurillac, 16 décembre 2003) était un écrivain français d'origine alsacienne, auteur en particulier de trois romans, d'un guide touristique sur le Cantal et de nombreux manuels scolaires. Il a été cinq ans président de la Société de la Haute-Auvergne (de 1973 à 1978).

## Famille
Il s'est marié à Jeanine Gineste, originaire du Cantal, dont la sœur Françoise était mariée à Henri de La Rocque de Sévérac, neveu du Colonel de La Rocque. Ils ont eu trois enfants : 
- Laurent Wirth, professeur d'histoire et inspecteur général de l'Éducation Nationale. Ce dernier a dédié sa thèse de doctorat à son père, « cet Alsacien qui m'a fait aimer l'Auvergne, ce géographe qui m'a fait aimer l'histoire ».
- Géraud, médecin, ancien chef du Service gynécologie-obstétrique de l'hôpital d'Aurillac.
- Pascale, artiste-peintre et illustratrice de livres pour enfants.

Pierre Wirth est resté à Aurillac jusqu'à sa mort en 2003. Il se disait « cantalien de longue adoption et de choix fidèle ».  

## Biographie
Quand la Seconde Guerre mondiale éclate en septembre 1939, Pierre Wirth, issu d'une famille modeste, est élève à l’École normale d'instituteurs de Colmar. Sa famille est contrainte de quitter l'Alsace car son village (Sierentz, Haut-Rhin) se situe juste sur la ligne Maginot. L'école de Pierre Wirth est alors délocalisée dans le sud-ouest de la France, à Aiguillon (Lot-et-Garonne). Il y poursuit ses études et réussit en 1941 le concours de l'École normale supérieure de l'enseignement primaire de Saint-Cloud.
Affecté en 1942 comme instituteur dans une école en Alsace, il refuse de se retrouver enrôlé de force dans l'armée allemande et décide de se mettre à l'abri dans un chantier de jeunesse situé en zone libre. En septembre 1942, il prend donc le train avec de faux papiers. Malheureusement, il se fait arrêter à Moulins en tentant de passer la ligne de démarcation : une fouille pratiquée sur lui révèle une vieille carte d'étudiant à son nom, laquelle était tombée dans la doublure de son manteau. Maintenu en détention pendant toute une nuit au cours de laquelle il est violemment frappé (il a notamment perdu plusieurs dents), persuadé qu'il sera fusillé à l'aube, il ne doit son salut le lendemain qu'à un extraordinaire concours de circonstances. Après une longue hésitation, l'officier autrichien de la Wehrmacht occupant le poste de contrôle le laisse s'enfuir en lui disant : « vous vous souviendrez de ce qu'a fait un officier dont le pays a été annexé comme le vôtre ». Cet officier faisait ainsi référence à l'Alsace, annexée par l'Allemagne au même titre que l'Autriche. Meurtri, mort de fatigue et à moitié nu, Pierre Wirth saisit sa chance : il s'enfuit à perdre haleine à travers la campagne auvergnate et il est recueilli par un couple de paysans qui le soigne et le nourrit. Quelques jours plus tard, il intègre comme prévu un chantier de jeunesse. De là, il noue rapidement des contacts pour son engagement dans la Résistance et rejoint un maquis de la région lyonnaise.
Lors du passage de l'armée du général de Lattre de Tassigny dans la région, il s'engage, obtient le grade de sergent, combat dans les Vosges, puis participe à la libération de l'Alsace, où il est blessé d'un éclat d'obus à la jambe. Il est alors hospitalisé et à son grand regret ne peut pas libérer son village natal, Sierentz. Après son rétablissement, il rejoint son unité qui combat les poches de résistance allemande dans les Alpes.
Après la guerre, il reprend ses études à l'École normale supérieure de Saint-Cloud, passe le CAPES d'Histoire-Géographie, se marie et s'installe à Strasbourg où il devient professeur d'histoire-géographie. Il est affecté en Auvergne en 1948, à Aurillac, dans le Cantal, région d'origine de son épouse. Il passe l'agrégation de géographie et devient professeur à l'École normale d'instituteurs d'Aurillac puis en 1972, inspecteur pédagogique régional de l'Éducation nationale.

## Œuvres
Outré de la mauvaise image des Alsaciens après la guerre, notamment à cause du massacre d'Oradour-sur-Glane, auquel ont participé quelques Malgré-nous alsaciens, après que ses fils Laurent et Géraud se sont fait traiter de « Boches » par des camarades de classe, Pierre Wirth relate son histoire dans un roman autobiographique Carrefours.
Par la suite, Pierre Wirth écrit deux autres romans : Jeter la pierre et La Fosse aux tripes. Il est aussi l'auteur de nombreux manuels d'histoire-géographie et d'éducation civique (Éditions Delagrave) et de plusieurs guides touristiques sur l'Auvergne.

## Distinctions
Pierre Wirth est décoré de la Croix de Guerre France libre et a été nommé officier de l'ordre national du Mérite et chevalier de la Légion d'honneur.

## Œuvres
- Carrefours, Flammarion, 1955
- Jeter la pierre, Albin Michel, 1964
- Aurillac, 1973
- Voyage à travers la Haute-Auvergne, 1973
- Le Guide du Cantal, La Manufacture, 1994
- La Fosse aux tripes, Rhin, 1997
- Le Grenier de Clémence, Éditions Créer, 2011 (roman posthume)